# Hendrik Schmidt

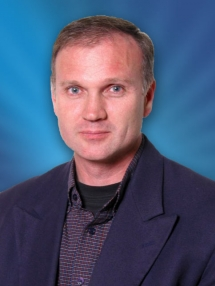

Hendrik Cornelius Schmidt (ur. w 1963 w Klerksdorp) – południowoafrykański prawnik i parlamentarzysta. 

## Życiorys
Kształcił się w szkołach w Durbanie, Welkom i Virginii. W młodości pracował dla departamentu sprawiedliwości w sądzie okręgowym i regionalnym jako prokurator, później jako adwokat państwowy i starszy adwokat państwowy. W 1994 został zatrudniony w Witwatersrand Local Division (do 1999). W tym samym roku trafił na listę członków Stowarzyszenia Adwokatów Południowej Afryki (Society of Advocates of South Africa).
Swoją karierę rozpoczął jako radca w Northern Metropolitan Council. W 1999 objął mandat parlamentarzysty (wybrany z ramienia Aliansu Demokratycznego). W wyborach w 2004 utrzymał mandat (wybrany w okręgu Randwest obejmującym Randfontein i Westonarię). Pełnił funkcję rzecznika AD ds. surowców i energii. Miał swój udział w wykryciu i naświetleniu sprawy korupcyjnej związanej z firmą Petro-SA i działaczami ANC. 
Został wybrany do parlamentu w wyborach w 2009 i 2014. Pełni rolę wiceministra surowców mineralnych w gabinecie cieni AD.